# Philodendron dwyeri
Philodendron dwyeri är en kallaväxtart som beskrevs av Thomas Bernard Croat. Philodendron dwyeri ingår i släktet Philodendron och familjen kallaväxter.
Artens utbredningsområde är Belize. Inga underarter finns listade.